# Giovanni La Magna
Giovanni La Magna (Vittoria, 1900 – Napoli, 1968) è stato un grecista italiano.
Giovanni La Magna, oltre ad essere stato docente di latino e greco presso il Liceo classico Umberto I di Napoli, è stato autore (insieme ad Alessandro Annaratone) del Vocabolario  Greco/Italiano (1960), ad uso scolastico, e di numerose grammatiche e testi di antologia di letteratura greca.

## Curiosità
- Erri De Luca, nella sua raccolta di racconti In alto a sinistra (Feltrinelli, 1994), nel racconto "Il pannello" traccia un bel profilo di Giovanni La Magna, ai tempi suo insegnante di Latino e Greco.

| Controllo di autorità | VIAF (EN) 59152079108807110348 · SBN RAVV059967 · LCCN (EN) no2001086521 |